# 정민경 (1987년)
정민경(1987년 2월 5일 ~ )은 대한민국의 여성 뮤지컬 배우이다.

## 생애
2006년 연극배우 첫 데뷔하였으며 2012년 《우연히 행복해지다》를 통하여 뮤지컬배우 데뷔하였다.

## 출연작

### 뮤지컬
- 2012년 《우연히 행복해지다》
- 2016년 《루나틱》
- 2017년 《어쿠스틱 - 나의 노래》